# アゼルレイル・バクー
アゼルレイル・バクー（ラテン表記:Azerrail Baku、原語表記:Azərreyl Bakı）は、アゼルバイジャンのバクーを本拠地とする女子バレーボールクラブである。アゼルバイジャン・スーパーリーグに所属。1950年に設立。

## 成績
- Challengeカップ
  -  2010/2011
- CEV Top Teams Cup
  -  2001/2002
- アゼルバイジャンリーグ
  -  2002/2003, 2003/2004, 2004/2005, 2005/2006, 2006/2007, 2007/2008
  -  2008/2009, 2010/2011

## 選手
2012-13年シーズンの登録選手は次の通り。
| 背番号 | 名前                       | 国籍             | P  | 備考 |
| ------ | -------------------------- | ---------------- | -- | ---- |
| -      | メーガン・ホッジ           | アメリカ合衆国   | WS |      |
| -      | マノン・フリール           | オランダ         | OP |      |
| -      | カロリン・ベンシンク       | オランダ         | MB |      |
| -      | デビー・スタム             | オランダ         | WS |      |
| -      | ミレナ・サドレク           | ポーランド       | S  |      |
| -      | サラ・アンツァネッロ       | イタリア         | MB |      |
| -      | オクサナ・パルホメンコ     | アゼルバイジャン | S  |      |
| -      | ポリーナ・ラヒモワ         | アゼルバイジャン | OP |      |
| -      | アナ・グルバッチ           | クロアチア       | S  |      |
| -      | ティナ・リピツェル＝サメツ | スロベニア       | WS |      |
| -      | アリエル・ウィルソン       | アメリカ合衆国   | MB |      |

## 在籍していた主な選手
- ヌットサラ・トムコム
- ピヤヌット・パンノイ
- ヘザー・バウン
- ジェニファー・タマス
- マディソン・リッシェル
- ペリン・チェリック
- カロリナ・コセク
- オクサナ・マーマジャロワ
- エレーナ・パルホメンコ
- ワレーリヤ・コロテンコ
- ナタリア・マーマドワ
- ナターワン・ガシモワ
- ヤナ・クラン
- アイシャン・アブドゥラジモワ
- ヤナ・アジモワ
- マリーナ・トゥマス
- エリザンジェラ・パウリノ
- インドレ・ソロカイテ
- カルラ・ルエダ
- ステファニー・エンライト
- ナタリア・バレンティン
- タチアナ・ボーカン
- エディナ・ドビ
- マーシー・モイム